# فابیو ماسلاری
فابیو ماسلاری (انگلیسی: Fabio Macellari؛ زادهٔ ۲۳ اوت ۱۹۷۴) بازیکن فوتبال اهل ایتالیا است.
از باشگاه‌هایی که در آن بازی کرده‌است می‌توان به باشگاه فوتبال اینتر میلان، باشگاه فوتبال لچه، باشگاه فوتبال بولونیا، باشگاه فوتبال کالیاری، و باشگاه فوتبال تریستیانا اشاره کرد.